# Topică V1
În tipologia lingvistică și în sintaxă, topica V1 sau topica cu verbul în poziție inițială este o ordine a cuvintelor în care verbul apare înaintea subiectului și a complementului. În sens mai restrâns, acest termen este utilizat în special pentru a descrie ordinea cuvintelor din limbile V1 (o limbă V1 fiind o limbă în care ordinea cuvintelor este obligatoriu sau predominant verb-inițială). Clauzele V1 apar numai în limbile V1 și în alte limbi cu o ordine V1 dominantă, care prezintă alte proprietăți corelate cu prioritatea verbului în propoziție și care sunt esențiale pentru multe analize ale topicii V1. Se estimează că limbile V1 reprezintă 12-19% din limbile lumii.
Limbile V1 constituie un grup divers din diferite familii de limbi. Ele includ limbile afroasiatice, limbile Biu-Mandara, limbile surmice, și limbile nilo-sahariene din Africa; limbi celtice în Europa; limbile mayașe și oto-mangueane în Nord și America Centrală; limba salish, swakashan și tsimshianic din America de Nord; limbile arawakan din America de Sud; limbile austroneziene din Asia de Sud-Est. Unele limbi sunt ordonate strict ca verb-subiect-obiect (VSO), de exemplu Q'anjob'al (maya). Altele sunt ordonate strict ca verb-obiect-subiect (VOS), de exemplu malgașa (austroneziană). Multe alternează între VSO și VOS, un exemplu fiind Ojibwe (algonquiană).

## Exemple
Următoarele exemple ilustrează rigiditatea limbilor VOS și VSO, precum și limbilor care alternează între VSO și VOS:
Q’anjob’al (VSO)
| Maxø yuk’ ix ix kapey  | Maxø yuk’ ix ix kapey | Maxø yuk’ ix ix kapey | Maxø yuk’ ix ix kapey | Maxø yuk’ ix ix kapey |
| ---------------------- | --------------------- | --------------------- | --------------------- | --------------------- |
| Max-ø                  | y-uk’                 | ix                    | ix                    | kapey.                |
| PERF-3ABS              | 3ERG-bea              | CL                    | femeie                | cafea                 |
| „Femeia a băut cafea.” |                       |                       |                       |                       |

Malagasy (VOS)
| Nahita ny voalavo ny akoho | Nahita ny voalavo ny akoho | Nahita ny voalavo ny akoho | Nahita ny voalavo ny akoho | Nahita ny voalavo ny akoho |
| -------------------------- | -------------------------- | -------------------------- | -------------------------- | -------------------------- |
| N-ahita                    | ny                         | voalavo                    | ny                         | akoho                      |
| PERF-vedea                 | DET                        | șobolan                    | DET                        | găina                      |
| „Găina a văzut șobolanul.” |                            |                            |                            |                            |

Ojibwe (VOS/VSO)
| Wgiishamaan kwe miinan binoojinyan | Wgiishamaan kwe miinan binoojinyan | Wgiishamaan kwe miinan binoojinyan | Wgiishamaan kwe miinan binoojinyan | Wgiishamaan kwe miinan binoojinyan | Wgiishamaan kwe miinan binoojinyan |
| ---------------------------------- | ---------------------------------- | ---------------------------------- | ---------------------------------- | ---------------------------------- | ---------------------------------- |
| Wgiishamaan                        | kwe                                | miinan                             | binoojinyan                        |                                    |                                    |
| 3ERG-PERF-hrăni-3ANIM-OBV          | femeie                             | afine-OBV                          | copil-OBV                          |                                    |                                    |
| „Femeia a dat afine copilului.”    |                                    |                                    |                                    |                                    |                                    |

| Wgiishamaan miinan kwe binoojinyan | Wgiishamaan miinan kwe binoojinyan | Wgiishamaan miinan kwe binoojinyan | Wgiishamaan miinan kwe binoojinyan | Wgiishamaan miinan kwe binoojinyan | Wgiishamaan miinan kwe binoojinyan |
| ---------------------------------- | ---------------------------------- | ---------------------------------- | ---------------------------------- | ---------------------------------- | ---------------------------------- |
| Wgiishamaan                        | miinan                             | kwe                                | binoojinyan                        |                                    |                                    |
| 3ERG-PERF-hrăni-3ANIM-OBV          | afine-OBV                          | femeie                             | copil-OBV                          |                                    |                                    |
| „Femeia a dat afine copilului.”    |                                    |                                    |                                    |                                    |                                    |

## Corelații privind ordinea cuvintelor
Limbile cu verb inițial se aseamănă cu limbile SVO în multe dintre ordinele lor de cuvinte. Similitudinea dintre ordinele de cuvinte tipice atât pentru limbile cu verb inițial, cât și pentru limbile SVO a determinat mulți tipologi să se refere la toate acestea ca fiind pur și simplu limbi VO. Conform studiului efectuat de Matthew Dryer în 1992 pe un eșantion de limbi din întreaga lume, majoritatea limbilor VO (dintre care limbile cu verbul inițial sunt un subtip) au anumite tendințe privind ordinea cuvintelor.

### Tendințe puternice
- Adjectivul precedă termenul de comparație
- Verbul vine înaintea unei sintagme adpoziționale
- Adpozițiile precedă sintagma nominală (adică sunt prepoziții)
- Verbul precedă adverbul de mod
- Copula precedă predicatul nominal sau adjectival
- Auxiliarul precedă verbul (în limbile care au auxiliare)
- Auxiliarul negativ precedă verbul (în limbile care au auxiliare negative)
- Complementizatorul precedă propoziția
- Subordonatorul adverbial precedă propoziția

### Tendințe slabe
- Substantivul principal precedă substantivul în genitiv
- Particula interogativă precedă propoziția (în limbile care au astfel de particule)
- Articolul precedă substantivul (în limbile care au articole)

## Abordări teoretice

### Abordare funcționalistă
Mulți lingviști funcționaliști nu postulează un arbore sintactic de bază în care o limbă cu verb inițial este SVO. În loc să încerce să găsească modalități de a deriva structurile limbilor cu verbul inițial din structuri SVO subiacente, lingviștii funcționali analizează modul în care principiile cognitive fac posibilă existența diferitelor ordini de cuvinte în limbi și de ce anumite topici sunt mai frecvente, mai puțin frecvente sau aproape inexistente. Russell Tomlin (în lucrarea sa din 1986 „Basic word order. Functional principles”) a susținut că există trei principii cognitive care pot explica distribuțiile observate ale frecvențelor ordinii cuvintelor în limbile umane. Cele trei principii sunt:
- Principiul subiect-întâi (sintagmele nominale mai topice vin înaintea sintagmelor nominale mai puțin topice)
- Principiul legăturii verb-obiect (obiectele sunt mai strâns legate de verb decât subiectele)
- Principiul animat-întâi (sintagmele nominale cu referenți mai animați vin înaintea sintagmelor nominale cu referenți mai puțin animați)

Deoarece subiectele sunt, în general, mai susceptibile decât obiectele de a fi topic de discuție și de a avea referenți animați, principiul subiectului pe primul loc și principiul animației pe primul loc determină o tendință puternică în limbi de a prefera ca subiectul să treacă înaintea obiectului. Astfel, limbile în care obiectul vine înaintea subiectului sunt rare.
Dintre cele trei ordine de cuvinte posibile în care subiectul vine înaintea obiectului (VSO, SVO și SOV), VSO este mai puțin frecventă din cauza principiului legăturii verb-obiect, care afirmă că obiectele tind să fie mai strâns legate de verbe decât subiectele (ceea ce este susținut de fenomene precum încorporarea obiectelor, întâlnite în multe limbi). Din cauza acestui principiu, cele două ordine în care obiectul și verbul sunt plasate unul lângă celălalt (SVO și SOV) sunt mai frecvente decât VSO.
Modul în care cele trei principii interacționează pentru a produce diferențe puternice de frecvență între ordinele de cuvinte este ilustrat în tabelul de mai jos (ipoteza este că, cu cât un anumit ordin de cuvinte îndeplinește mai multe dintre cele trei principii, cu atât ar fi mai frecvent):
|     | Principiul legăturii verb-obiect | Principiul subiect-întâi | Principiul animat-întâi |
| --- | -------------------------------- | ------------------------ | ----------------------- |
| SOV | da                               | da                       | da                      |
| SVO | da                               | da                       | da                      |
| VSO | nu                               | da                       | da                      |
| VOS | da                               | nu                       | nu                      |
| OVS | da                               | nu                       | nu                      |
| OSV | nu                               | nu                       | nu                      |

Conform tabelului de mai sus, aplicarea acestor trei principii ar prezice următoarea ierarhie în frecvențele relative ale ordinii cuvintelor:
SOV=SVO > VSO > VOS=OVS > OSV
Această predicție corespunde aproximativ frecvențelor reale observate în limbile lumii:
| Ordine                                             | Exemplu              | Incidență | Incidență | Limbi |
| -------------------------------------------------- | -------------------- | --------- | --------- | --- |
| SOV                                                | „Ion mere a mâncat.” | 45%       | 45        | Abazină, abhază, akkadiană, amharică, armeană, avară, aimara, azeră, bască, bengaleză, birmană, elamită, greacă veche, hitită, hindustană, japoneză, coreeană, kurdă, latină, malayalam, manchu, mongolă, navajo, nepaleză, pali, paștună, persană, sanscrită, tamilă, telugu, tibetană, turcă, quechua |
| SVO                                                | „Ion a mâncat mere.” | 42%       | 42        | Arabă (varietățile moderne), chineză, ebraică, indoneziană, majoritatea limbilor europene, swahili, thailandeză, vietnameză |
| VSO                                                | „A mâncat Ion mere.” | 9%        | 9         | Arabă (clasică și modernă standard), limbile berbere, ebraică biblică, limbile celtice, filipineză, gî'îz, limbile polineziene |
| VOS                                                | „A mâncat mere Ion.” | 3%        | 3         | Malgașă, limbile mayașe, Terêna, Qʼeqchi' |
| OVS                                                | „Mere a mâncat Ion.” | 1%        | 1         | Äiwoo, Hixkaryana, Urarina |
| OSV                                                | „Mere Ion a mâncat.” | 0,3%      | 0.3       | Tobati, Warao, Haida |
| Distribuție raportată de Russell S. Tomlin în 1986 |                      |           |           | |

### Abordare generativă
Există o serie de soluții diferite propuse pentru derivarea ordinii cuvintelor V1 în cadrul generativ. Aceste soluții includ deplasarea verbului sau a sintagmei verbale din propozițiile SVO tradiționale, coborârea subiectului dintr-o poziție mai înaltă, cum ar fi Spec-IP pentru a se alătura unei proiecții a verbului, sau stipularea faptului că specificatorul este ramificat la dreapta în loc de specificatorii mai obișnuiți ramificați la stânga găsiți în teoria X-bar.

#### Mișcarea verbului
O analiză comună pentru ordinea cuvintelor V1 este ridicarea verbului dintr-o propoziție SVO generată de bază într-o poziție mai înaltă decât subiectul. Aceasta este o propunere populară pentru irlandeză și alte limbi celtice, dar a fost aplicată și limbilor afro-asiatice V1 precum berberă și arabă. Contul de ridicare V0 a fost propus și pentru o serie de limbi austroneziene, dar nu există nicio propunere existentă pentru limbile mayașe. 